# Csapatépítés

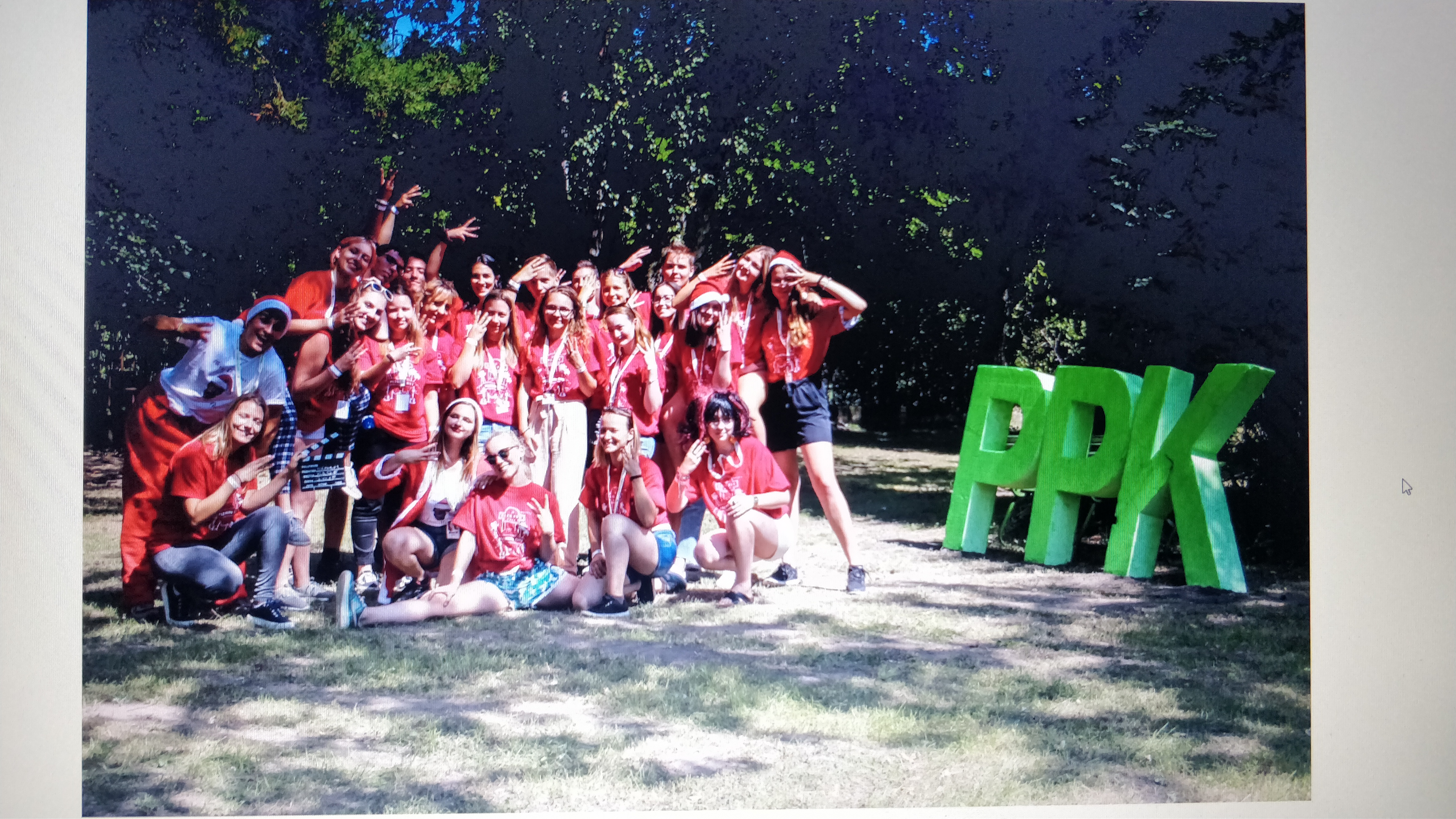
Az alábbi képen Magyarország legjobb gólyacsapata látható, akik éppen nekilátnak a csapatépítésnek!

A csapatépítés egy kollektív kifejezés az olyan különféle tevékenységekre, amelyek célja, hogy javítsák a társadalmi kapcsolatokat, valamint a csapaton belüli szerepek kialakulását, leggyakrabban együttműködést követelő feladatokon keresztül. A csapatépítés nem egyenlő a tréninggel, amelyet főleg egy vállalat felsővezetése, szervezetfejlesztő részlege, business partnerei stb. szervez a hatékonyság növelése érdekében, és nem az interperszonális kapcsolatok fejlesztése végett.
Sok csapatépítő tevékenység célja, hogy a felszínre hozza és beszédtémává tegye a csoporton belüli interperszonális problémákat.
Idővel ezeknek a tevékenységeknek a célja a teljesítmény javítása, egy csapat-alapú környezetben. A csapatépítés a szervezetfejlesztés egyik alapja, amely olyan csoportokra is alkalmazható, mint sportcsapatok, iskolai osztályok, katonai egységek, vagy akár egy repülőgép személyzetére is. A csapatépítés hivatalos meghatározása a következőket tartalmazza:
- a célok összehangolása
- hatékony munkakapcsolatok építése
- a csapatok belüli szerep-kétértelműségek csökkentése
- a csapaton belüli problémák megoldása

A csapatépítés az egyik legszélesebb körben használt csoportfejlesztési tevékenység a szervezetekben.
Egy tanulmány szerint, az összes szervezeti tevékenység közül a csapatfejlesztésnek van a legerősebb hatása (szemben a pénzügyi változtatásokkal) a szervezeti teljesítmény növekedésére. Egy 2008-as meta-elemzés megállapította, hogy a csapatfejlesztési tevékenységek - beleértve a csapatépítés, és a tréning - javítja a csapat objektív teljesítményét, valamint a csapat szubjektív felsővezetői értékelését is.

## Négy megközelítés
Salas et al a csapatépítés alábbi négy megközelítését írja le:

### Célok kitűzése
Ez kiemeli a világos célok, valamint mind az egyéni, mind a csapatcélok fontosságát. A csapat tagjai aktívan részt vesznek a cselekvési tervek létrehozásában annak érdekében, hogy meghatározzák a siker, a bukás, valamint a célok elérésének definícióját. Ennek célja, hogy erősítse a motivációt, és ápolja a szerepvállalás érzetét. Továbbá a konkrét kimenetelek elemzésével, valamint az inkrementális siker tesztjeivel a csapatok képesek mérni a fejlődést. Nem mellesleg sok szervezet köt egy ún. csapat chartert (csapatszerződést) a csapattal (szakszervezeti vezetők)

### Szerepek tisztázása
A csapatépítés javítja a csapattagok saját és társaik szerepeinek és feladatainak pontosítását, megértését. Ennek az a célja, hogy csökkentse a kétértelműséget, és ápolja a struktúra fontosságát olyan aktivitásokkal, amelyek segítenek definiálni a szerepeket. Továbbá hangsúlyozza a tagok kölcsönös egymásra utaltságát, valamint annak értékét, hogy minden egyes csapattag a csapat sikeréhez vezető saját szerepére tud koncentrálni.

### Problémamegoldás
Ez segít rávilágítani a csapaton belüli fő problémákra, valamint annak közös megoldására. Ráadásul segíti a kritikus gondolkodást.

### Interperszonális kapcsolatok
Ez a csapatmunka-készségek növelésére helyezi a hangsúlyt, például támogatást, kommunikációt és megosztást. Azok a csapatok, amelyeknek kevesebb interperszonális konfliktusai vannak, általában jobban is működnek. A facilitátor segíti a beszélgetéseket a kölcsönös bizalom kialakítása és a csapat tagjai közötti nyílt kommunikáció kialakítása érdekében.

## Hatékonyság
A csapatépítés hatékonysága jelentősen eltér az egyes szervezetekben. A leghatékonyabb erőfeszítéseket akkor teszik, amikor a csapat tagjai egymástól függenek, nagy tudással és sok tapasztalattal rendelkeznek, valamint amikor a szervezeti vezetés aktívan megalapozza és támogatja a csapatot.
A hatékony csapatépítés magába foglalja a csapat célkitűzéseinek tudatosítását is. A csapatoknak célokat, szerepeket és eljárásokat kell kidolgozniuk. Ennek eredményeképpen a csapatépítés általában nagyban hozzájárul a feladatok teljesítéséhez, a célkongruenciához és a csapaton belüli kézzelfogható eredmények eléréséhez.

## A csapatépítés alkalmazása

### Iskolák
Diana Page és Joseph Donelan azt állítják, hogy az oktatók képesek motiválni a hallgatókat a csapatmunka-készségek fejlesztésében, és iránymutatást adhatnak arról, hogy a tanárok hogyan segíthetnek a tanulóknak hatékony tanulási/projekt csapatok létrehozásában. Ez a megközelítés kiemeli azokat a munkakörülményeket, amelyek csapatmunkát igényelnek.
A szerzők irányvonalai:
- Határozd meg a projektet alkotó célokat és kapcsolódó feladatokat. A legfontosabb, hogy konkrét határidőket is tartalmazzon.
- Mutasd meg a csapatnak, hogyan határozzák meg a szerepeket és hangsúlyozd: ahhoz hogy ez sikeres legyen, minden szerepnek teljesülnie kell.
- Hangsúlyozd a feladatok és a kapcsolatok közötti egyensúlyt. A feladat szerepeinek hozzárendelése biztosítja, hogy a tagok semmiről sem feledkeznek meg, míg a jó kapcsolatok minimalizálják a félreértéseket és a konfliktusokat.
- Vegyél részt néhány csapattalálkozón, és figyeld meg a diskurzusokat, néha csak úgy. Adjunk konstruktív visszajelzést arról, hogyan lehetne fejlődni.
- Page és Donelan hét alapszabályt különböztetnek meg:
  - Ismerd meg csapattársaidat
  - Pontosan és egyértelműen kommunikálj
  - Elfogadni és támogatni egymást
  - Lásd meg, hogy a tagok megértik-e egymást
  - Oszd meg az ötleteidet és éreztesd, hogy megérted a többi csapattársadat
  - Lásd meg, hogy van-e egyetértés a tagok között
  - Oldd meg a konfliktusokat gyorsan és konstruktívan
- Segíts a csapatnak egy problémamegoldó rendszert létrehozni. Page és Donelan olyan pontozási rendszert hoztak létre, amely lehetővé teszi a diákok számára, hogy felmérjék a konfliktusokat, és megtudják, hogyan oldják meg a problémát. Például: a 0-1 pontszám azt jelzi, hogy "döntés nélkül", ahol a tagok nem tudnak konszenzust elérni, vagy 10 pontot, ahol mindenki elégedett.
- A csapatok naplózzák a találkozóikat és tevékenységeiket, hogy tudják hogyan állnak a feladataikkal, valamint láthatják a problémákat, amíg azok megoldhatók.

### Szervezetek
A csapatépítés egy gyakori eszköz a teljesítmény javítására a szervezetekben.
A szórakozás fontos eleme a csapatépítésnek, de a cél az, hogy a tagok produktívabbaká, koncentráltabbakká váljanak, valamint hogy jobban össze legyenek hangolva. A tisztán szabadidős tevékenységek hasznosak lehetnek, de meg kell találni hozzájuk a megfelelő időt, és figyelembe kell venni a csapat tagjainak képességeit is (például a sport nem mindenki számára megfelelő). Ezen felül jelen kell lenniük a tanulási környezet megteremtésére, az eredményt meghaladó és az alkalmazottak bevonására irányuló egyéb tevékenységeknek is.
A munkavállalói elkötelezettség-gyakorlatok lehetővé teszik a csapatok számára, hogy olyan megoldásokat hozzanak létre, amelyek értékes és jelentős számukra, valamint amelyek közvetlen hatással vannak az egyénekre, a csapatra és a szervezetre. A tapasztalati tanulás és a játékosítás, más szóval gamifikáció, hatékony módszereket jelentenek az Y-generáció munkahelyi elköteleződésének növelésére Archiválva 2019. április 4-i dátummal a Wayback Machine-ben. A gamifikáció valamilyen komoly funkció vagy termék játék-elemmel való színesítése, játékossá tétele vagy játékelemek, játékdinamika és játékmechanika alkalmazása nem játékos közegben. A játékosítás célja a viselkedés megváltoztatása. A játékosítást leggyakrabban oktatási, szervezetfejlesztési, munkaoptimalizálási, marketing és egészségügyi szituációkban alkalmazzák, valamint dot-com startupok használják.
A munkavállalói elköteleződés azért is hatékony, mert:
- Az alkalmazottak élvezik a problémamegoldó tevékenységeket.
- A problémamegoldás egyfajta tulajdonlási érzetet teremt.
- Növeli a munkavállalók kapacitásait.
- A kompetitív tevékenységek ösztönzik az eredményorientált szemléletet.

A szabadtéri tevékenységek egy hatékony módja a munkavállalók elköteleződésének növelésére.
A csapatépítést, valamint a munkavállalók elköteleződését fejlesztő tevékenységeket menedzselhetik házon belül is, azonban ezt rendszerint kiszervezik csapatépítéssel, rendezvényszervezéssel foglalkozó szervezeteknek.

### Sportok
A csapatépítést az 1990-es években vezették be a sportokban. Egy 2010-es tanulmány, amely a csapatépítés hatásait elemezte, úgy találta, hogy csapatépítő tevékenységek növelik a csoportkohéziót.
A sikeres sportcsapat-építés fő elemei:
- Az edző kommunikálja a célokat és célkitűzéseket a csapat tagjainak, valamint meghatározza a csapatszerepeket, illetve a csoportnormákat.
- A csapat tagjainak tudniuk kell, hogy mi várható tőlük. Az ún. missziónyilatkozatok arra ösztönzik a csapat tagjait, hogy támogassák egymást a célok elérésében.
- A csapat tagjait arra kell tanítani, hogy a csapat az első, valamint hogy minden tag felelős mind az egyéni, mind a csapat egészének tevékenységeiért.
- "A csapatkultúra a csoporton belüli pszichoszociális vezetést, a csapatmotívumokat, a csoportidentitást, a csapatmunkát és a kollektív hatékonyságot jelenti".[12] Az edző építi fel a pozitív kultúrát. Ezt a csapatorientált sportolók toborzásán keresztül lehet felépíteni.
- Nevelj be a csapattagokba egyfajta büszkeséget a csapattagság iránt. A csapat identitást azáltal lehet elérni, ha arra bátorítod a csapattagokat, hogy elköteleződjenek a csapatcélok iránt, valamint hogy alakuljon ki bennük a büszkeségük a teljesítmény elérésében.
- A nyílt és őszinte kommunikációs folyamat hozza össze a csapatot. Ez magában foglalja mind a verbális, mind a non-verbális kommunikáció is. Hangsúlyozni kell a bizalmat, az őszinteséget, a megosztást, és a megértést. A csapat tagjait ösztönözni kell, valamint lehetővé kell tenni számukra, hogy aktívan részt vegyenek a csapatmegbeszéléseken.
- A csapattársak segítsék egymást a játék előtt, után, és közben.

## Fordítás
Ez a szócikk részben vagy egészben  a   Team building című angol Wikipédia-szócikk ezen változatának fordításán alapul.  Az eredeti cikk szerkesztőit annak laptörténete sorolja fel. Ez a jelzés csupán a megfogalmazás eredetét és a szerzői jogokat jelzi, nem szolgál a cikkben szereplő információk forrásmegjelöléseként.